# Freeport-McMoRan
Freeport-McMoRan Inc., (FMCG) of kortweg Freeport, is een mijnbedrijf, met hoofdzetel in het Freeport-McMoRan Center in Phoenix (Arizona).
Freeport werd opgericht in 1912 als de Texas Freeport Sulphur Company, een zwavelbedrijf in Freeport (Texas). Vanaf 1931 begon de onderneming aan zijn diversificatie in de mijnbouw.
Freeport is een van de grootste producenten ter wereld van molybdeen en koper. In 2015 kwam 67% van de inkomsten uit de verkoop van koper, 11% uit petroleum, 10% uit de verkoop van goud, en 5% van molybdeen.
Freeport beschikt, naast een aantal mijninstallaties in de Verenigde Staten, over (meerderheids)participaties in mijnbouwsites in Zuid-Amerika (El Abra in Chili en Cerro Verde in Peru), in Europa (Atlantic Copper in Huelva, Spanje) en Indonesië (Grasbergmijn, provincie Papoea; koper, goud en zilver).
In december 2019 verkocht Freeport Cobalt (een joint venture tussen Freeport-McMoRan en Lundin Mining) zijn kobaltraffinaderij in Kokkola, Finland, aan Umicore.

## Tenke Fungurume mijn in Congo (DRC)
De Tenke Fungurume mijn is een van de grootste koper- en kobaltmijnen ter wereld. In mei 2016 kondigde Freeport aan zijn participatie van 56% in de mijn te willen verkopen aan het Chinese China Molybdenum. Dat was tegen de zin van Gécamines, het Congolese staatsbedrijf dat een participatie van bijna 20% had in de mijn en buiten de onderhandelingen was gehouden. Uiteindelijk kwam men eind november 2016 tot een verkoopsakkoord van $ 2,65 miljard, via offshore-constructies en dus buiten het bereik van de Congolese regering.
Voor China Molybdenum past de aankoop in een wereldwijde strategie om de Chinese industrie van grondstoffen te voorzien. Voor Freeport kaderde de verkoop in het voornemen om de schuldenlast van de onderneming terug te dringen.